# 阿哲台
阿哲台（あてつだい）は岡山県新見市の中南部及び真庭市南西部一帯にかけて広がるカルスト台地である。東西方向に約18km、南北方向に約12kmの広がりを有し、秋吉台と並び、日本有数の規模を持つ。
阿哲台の地質基盤は阿哲石灰岩層群（秩父古生層）及び三郡変成岩類（変成された秩父古生層）から構成され、その厚さは1500mに達すると推察されているが、その内、石灰岩層は600mほどの厚さである。台地面の標高は約500〜600mである。
台地の中央を南北に流れる複数の河川によって4つの台地（石蟹郷台、草間台、豊永台、唐松台）に分かれており、この内、草間台と豊永台が狭義の阿哲台として呼ばれる事が多い。なお、阿哲台の名前は、かつてこの地域（岡山県北西部）に存在した郡の名である阿哲郡からである。ほぼ全域が岡山県の県立自然公園（高梁川上流県立自然公園）となっている。

## 概要

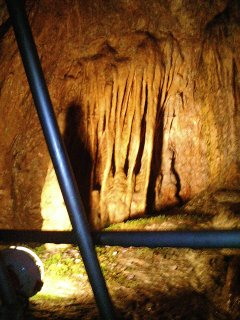
井倉洞

台地上にはカルスト地形特有のドリーネ（擂鉢穴）を有するカッレンフェルトが多数発達し、地下には井倉洞、鬼女洞、満奇洞、羅生門など、100ヶ所近い鍾乳洞がある。同規模のカルスト台地として著名な山口県の秋吉台と比較すると、阿哲台はカルストの台地上やウバーレ、ドリーネといった凹地にも畑地、集落等が多数点在しており、人為的な山焼きも行われていないため森林も良く残されている。また、平成18年度末で閉校した草間台台地上にあった旧新見市立草間中学校の運動場（のちに草間市民センター、草間公民館として利用されている場所の駐車場）は、全国的にも珍しいドリーネの中に造られたものであり、カルスト地形と実生活が密接に関係している。

## 地理
前述した通り、阿哲台は以下の4つの台地から構成される。

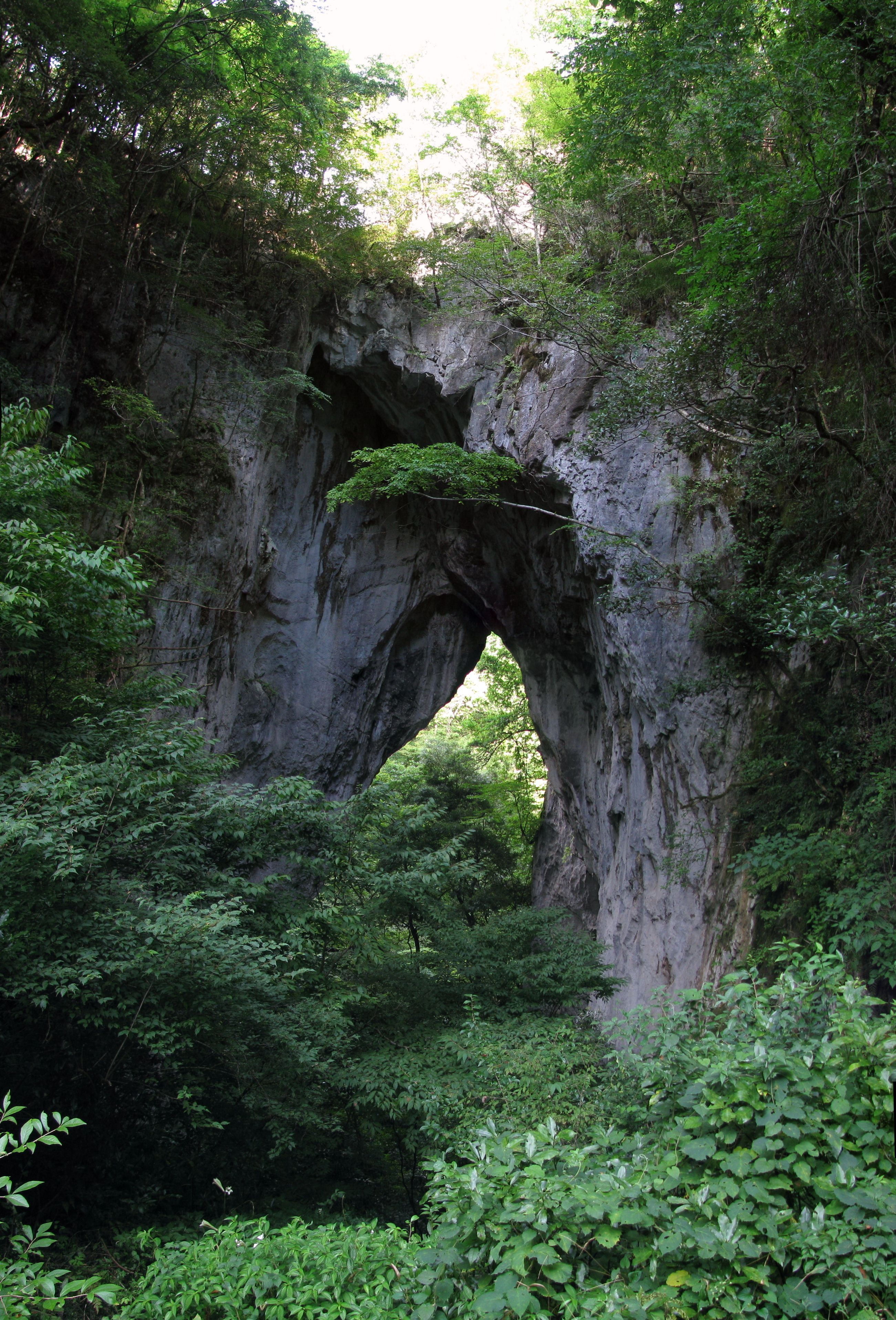
羅生門第一洞

### 石蟹郷台
石蟹郷台（いしがごうだい）は高梁川の西側を占めるカルスト台地で、阿哲台の最西部にあたる。久保井野、井倉野、荻尾、法曽などの地区。
- 鬼女洞 - 高梁川右岸の断崖中腹にあり、東西に貫通しているため地形図上にも洞口及び洞内経路が描かれている[2]。
- 無明谷 - 台地の南西部、矢戸地区へ抜ける小規模な河川が下降侵食され、河道が涸れたものでカルスト谷と呼ばれる地形である。現在は谷間を岡山県道50号北房井倉哲西線が通っている。

### 草間台
草間台は阿哲台の中央部を占めるカルスト台地で、鍾乳洞やドリーネをはじめとする多様なカルスト地形が見られる。高梁川と佐伏川に挟まれたエリア。足見、土橋、草間などの地区。
- 井倉洞 - 高梁川の左岸に位置し、阿哲台を代表する鍾乳洞。
- 絹掛の滝 - 高梁川とカルスト台地上との間の段差を落ちる滝で、滝に隣接した崖には鍾乳石が確認できる。
- 羅生門 - 草間台東部にある、古い鍾乳洞が陥没して出来た巨大な天然橋及び鍾乳洞。国指定の天然記念物。
- 草間の間歇冷泉 - 羅生門の東に隣接した佐伏川の谷底にある、鍾乳洞由来の間歇性冷泉。国指定の天然記念物。

### 豊永台
豊永台は佐伏川と小坂部川及び備中川に挟まれた広大なカルスト台地で、阿哲台の最東部にあたる。他地区と比較して耕地化、宅地化が進んでおらず、ほとんどが森林で構成されている。東部の一部は真庭市域も含まれる。赤馬、森国、佐伏、宇山、樽見などの地区。

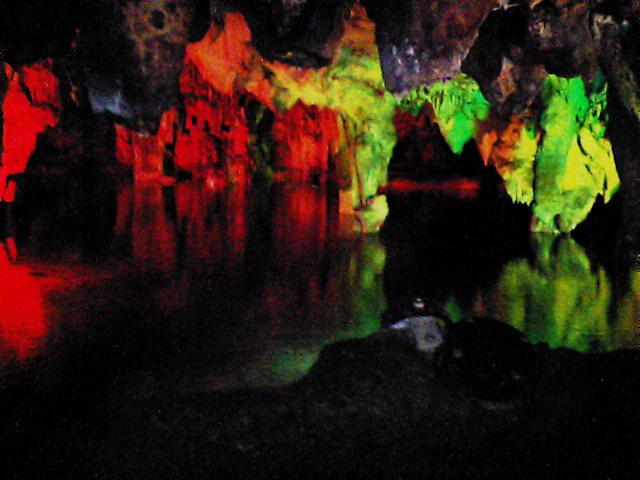
満奇洞の内部

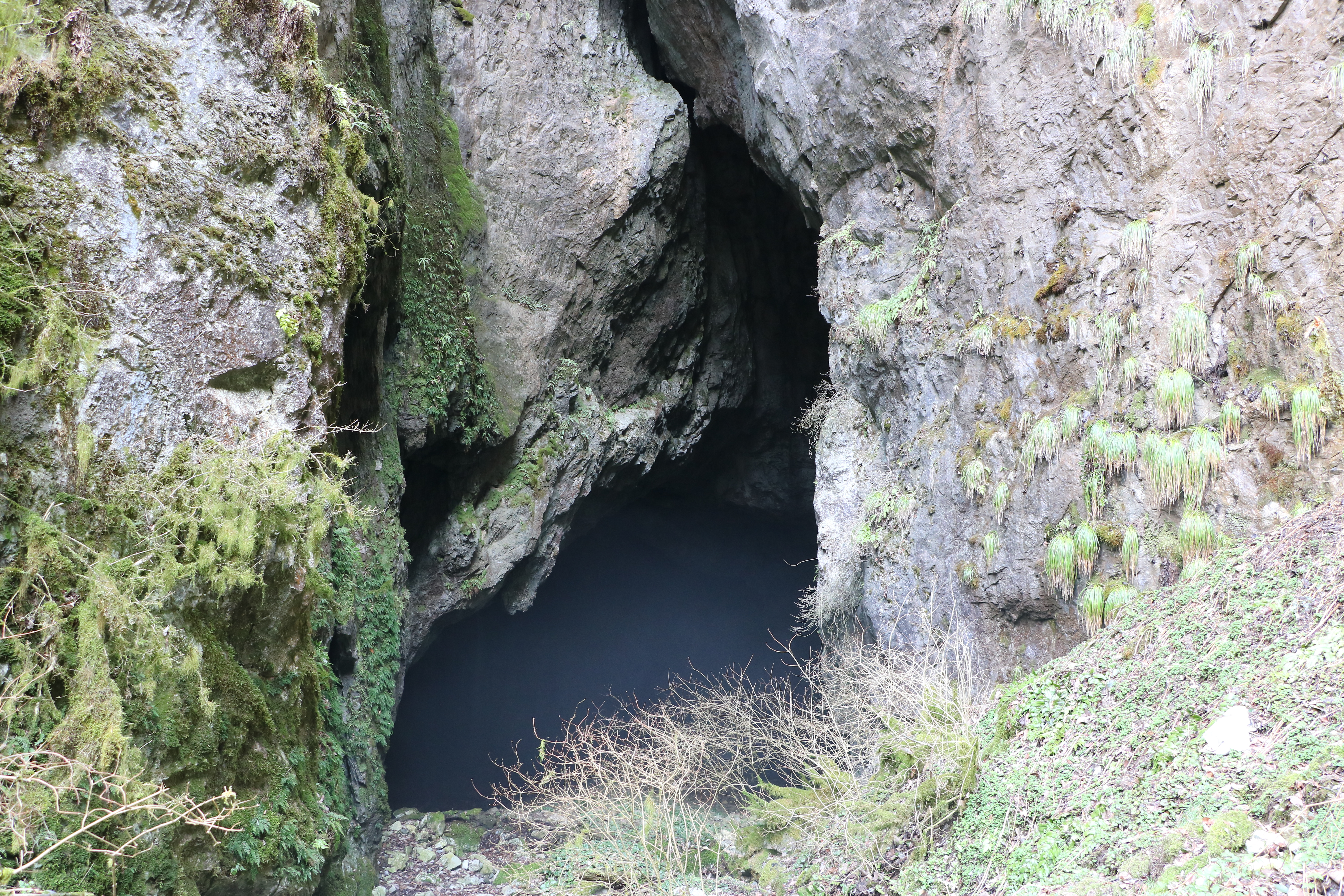
日咩坂鐘乳穴
2021年3月25日撮影

- 満奇洞 - 名の由来は昭和4年（1929年）にこの地を訪れた歌人の与謝野鉄幹・晶子夫妻が「奇に満ちた洞」と詠んだことからと言われている。
- 日咩坂鐘乳穴（ひめさかかなちあな）
- 宇山洞

### 唐松台
唐松台は阿哲台の最北部にあたり、新見市街地の東方に位置している。他の3台地と比較するとカルスト地形がほとんど発達しておらず、石灰岩地質が溶食される前段階の隆起準平原に近い。草野、毛名子、灰貝、木の畝などの地区。

## 交通手段
阿哲台はエリアが広範囲であるため、ここでは井倉洞への交通手段を挙げる。
- 西日本旅客鉄道（JR西日本）伯備線の井倉駅より徒歩約15分

自動車の場合は中国自動車道新見ICより井倉洞まで車で約20分。なお、その他の箇所については各項目を参照。